# Anni 1540
Gli anni 1540 sono il decennio che comprende gli anni dal 1540 al 1549 inclusi.

## Eventi, invenzioni e scoperte
- 1543: Copernico pubblica i suoi studi sull'eliocentrismo del sistema solare; l'astronomia e la scienza sono ad una svolta di fondamentale importanza.
- Primo contatto fra il Giappone e una nave Portoghese.
- Concilio di Trento.

## Personaggi
- Maria Bolena
- Enrico VII d'Inghilterra